# آیدا (آرکانزاس)
آیدا (به انگلیسی: Ida) یک منطقهٔ مسکونی در ایالات متحده آمریکا است که در شهرستان کلیبرن، آرکانزاس واقع شده‌است. آیدا ۳۰۳٫۸۹ متر بالاتر از سطح دریا واقع شده‌است و پیش شماره آن ۵۰۱ است.